# Marysol Foucault
Marysol Foucault est une artiste multidisciplinaire s'adonnant à l'art culinaire et visuel. Elle est chef propriétaire du restaurant Edgar à Gatineau, Québec, à proximité d'Ottawa.

## Parcours et formation
Autodidacte, elle a d'abord été artiste peintre, se spécialisant dans les portraits. Elle a exposé ses œuvres dans différentes galeries de la ville d'Ottawa, dont l'ancienne galerie La Petite Mort et Cube. 
Depuis ses débuts à l'adolescence, elle a pu toucher à pratiquement tous les postes de la brigade de cuisine, dans des établissements de tous genres : de la pizzeria au traiteur, en passant par le restaurant gastronomique. C'est lors de son passage au Urban Element, un espace offrant des cours de cuisine doublé d'un local pour les événements divers, que sa passion pour la cuisine se cristallise

## Le restaurant Edgar
Depuis son ouverture en 2011, le restaurant Edgar, nommé en l'honneur de son père, a su se démarquer en proposant une cuisine de saison inventive et bigarrée. Il a d'ailleurs été nommé découverte de l'année 2014 selon la critique culinaire du journal montréalais The Gazette, Lesley Chesterman. Edgar est aussi réputé pour ses petits déjeuners copieux servis tous les jours de la semaine sauf Lundi.

## Prix et distinctions
Marysol Foucault est la gagnante régionale 2013 de la compétition culinaire Gold Medal Plates, qui a pour but d'amasser des fonds pour les athlètes olympiques canadiens. Elle est arrivée en quatrième place lors de la finale nationale qui se tenait à Kelowna.
Son restaurant, Edgar, a été choisi comme découverte de l'année 2014 par The Gazette.

## Dans les médias

### Livre
Elle a contribué au livre de recettes Ottawa Cooks qui met en vitrine les chefs de différents établissements de la région d'Ottawa. 

### Télévision
Elle a fait quelques apparitions à la télévision à titre d'invitée, notamment à  You Gotta Eat Here! sur Food Network Canada,  Le Goût du pays sur la chaîne Unis, appartenant au Consortium de TV5 Québec Canada, ainsi qu'à Sur le pouce sur Évasion. Elle a aussi animé sa propre émission, Les Menus Zeste signés Marysol Foucault sur les ondes de Zeste.